# 태호석

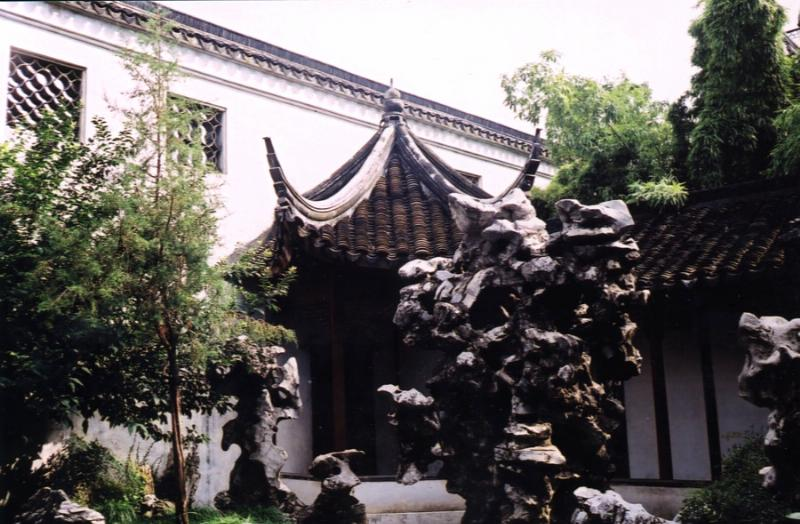
쑤저우 사자림의 태호석

태호석(太湖石)이란 중국의 쑤저우 부근에 있는 타이후(태호) 주변의 구릉에서 채취하는 까무잡잡하고 구멍이 많은 복잡한 형태의 기석이다. 타이후 부근의 언덕이나 호수에 떠오른 섬은 청백색의 석회암이 많지만, 이전에 내해였던 타이후의 물에 의한 오랜 기간 잠식된 석회석에는 많은 구멍이 숭숭 뚫려, 가무잡잡한 바위가 기괴하고, 복잡한 형태를 띠게 된다.
태호석은 쑤저우의 정원에 사용되기 시작하여, 그 정원의 아름다움에 감탄한 사람들에 의해 수요가 늘어나 중국 각지의 정원에 감상이나 명상 등을 위해 놓이고 있다. 북송의 휘종 황제는 백성들을 징용해서, 태호석을 수도로 운반하게 했다. 이것을 화석강이라고 한다.

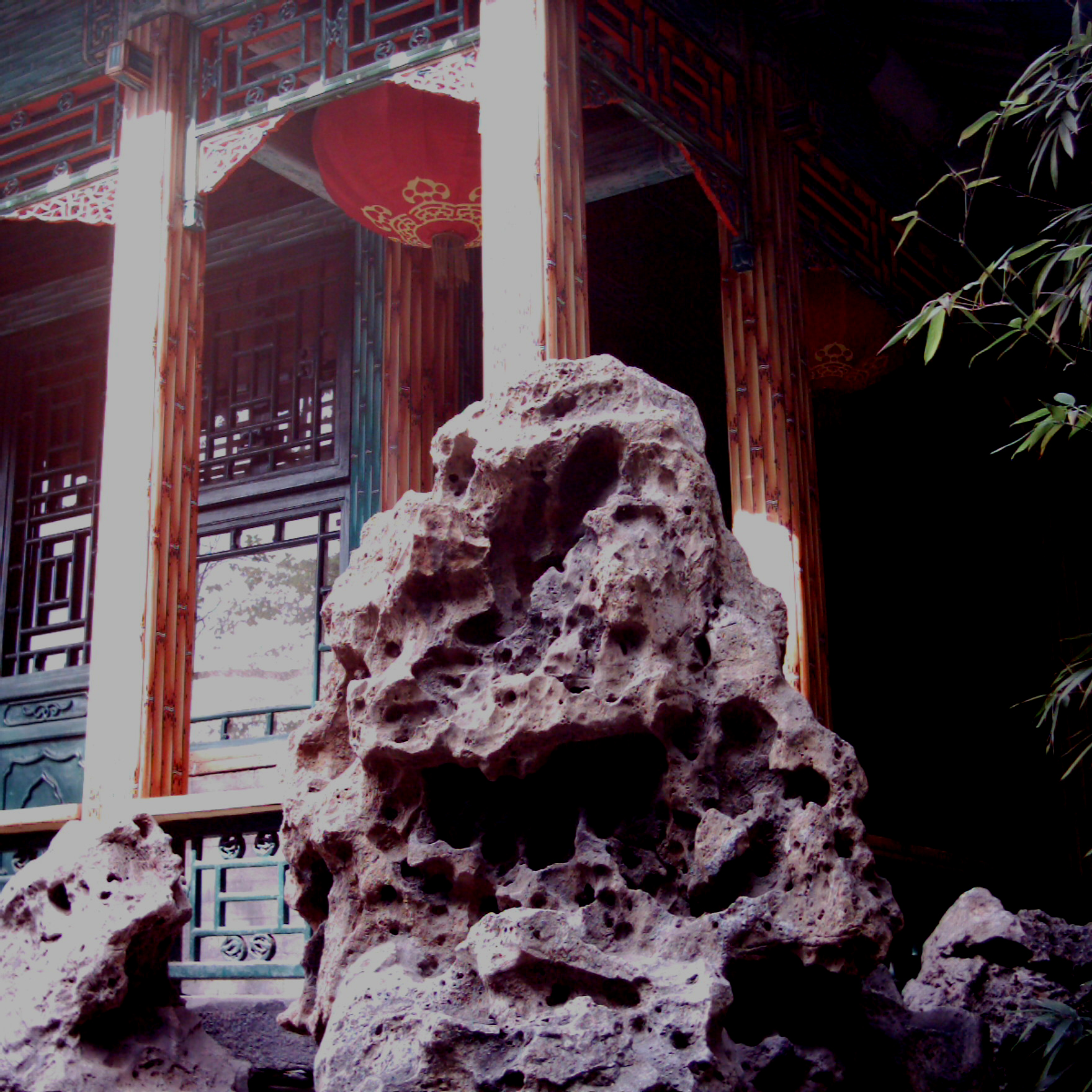
이화원의 태호석

쑤저우의 정원에서 가장 중요한 것은 가산이며, 이 가산을 구성하는 주요 요소가 바로 이 태호석이다. 세계문화유산으로 지정된 쑤저우고전원림은 모두 이 태호석을 주재료 중의 하나로 사용하였다. 중국의 유명한 정원들은 대부분 쑤저우의 고전 정원을 토대로 만들어졌는데, 이화원이나 피서산장도 쑤저우의 정원에 많은 영향을 받았다.

## 같이 보기
- 쑤저우고전원림
- 이화원